# جيري ماتوس فيريرا
جيري ماتوس فيريرا (8 مايو 1964 في البرازيل – )؛ هو لاعب كرة قدم سابق كان يلعب كمهاجم.

## وصلات خارجية
- جيري ماتوس فيريرا على موقع رابطة كرة القدم اليابانية للمحترفين (اليابانية)